# Епинген
Епинген (на немски: Eppingen) е град в Баден-Вюртемберг, Германия с 20 769 жители (към 31 декември 2015) на ок. 22 км западно от Хайлброн и на ок. 41 км североизточно от Карлсруе.
Епинген е споменат за пръв път в документ от 985 г.